# 格蘭頓 (塔斯曼尼亞州)
格兰顿（Granton）是位於塔斯马尼亚州东南部和荷伯特地方政府区（LGA）德文特河谷(80%) 和格伦诺奇(20%)中的一个农村地区。当地位於格倫羅伊 （Glenorchy）镇以北约 9（5.6英里），為霍巴特的郊区。2016 年人口普查中顯示，格兰顿人口約 1736 人。锈路是格兰顿两个城市之间的大致边界。
公眾設施包括格兰顿战争纪念馆、公共厕所和在内的公共设施位于德文特谷（Derwent Valley）议会区的格兰顿绿色保护区。

## 歷史
格兰顿在 1970 年被刊登為为地區（locality）。 
该地区最初被称为南布里奇沃特（South Bridgeter） ，是格兰顿罪犯遗址的所在地，该遗址由旧守望所（1838 年）和建造布里奇沃特堤道（Bridgewater Causeway）而开采的石料组成。

## 地理
德文特河的水域形成北部边界。 

## 道路基础设施
A10 号公路（莱尔公路）由东向西贯穿。  